# Емілія-Френсіс Дільк
Емілія-Френсіс Дільк (до шлюбу — Емілія-Френсіс Стронг, в першому шлюбі — Паттісон) (англ. Emily Francis Dilke; 2 вересня 1840, Ілфракомб, Девон — 23 жовтня 1904) — англійська письменниця, мистецтвознавиця, журналістка, літературна критикиня, профспілкова діячка, редакторка та феміністка. Одна із перших жінок-мистецтвознавиць Великої Британії.

## Біографія
Була дочкою керуючого банком. Навчалася в Королівському коледжі мистецтв у Лондоні. У 1861 році вступила в шлюб з Марком Паттісоном, ректором Лінкольн-коледжу Оксфордського університету, старшим за неї на 27 років.
З 1870-х років разом з Вільямом Моррісом і Джоном Раскіном брала участь в боротьбі за права жінок.
Після смерті чоловіка у 1884 році, в 1885 році одружилася з баронетом Чарльзом Дільком, відтоді відома як леді Дільк.
З моменту заснування (в 1874 році) і аж до самої смерті, впродовж багатьох років Емілія-Френсіс Дільк очолювала Жіночу профспілкову лігу (WTUL).

## Творчість
З 1868 року з успіхом публікувалися її статті з художньої критики в «Saturday Review», «Westminster Review» (в якому їй належить огляд книг з мистецтва за 1872—1875 роки), «The Magazine of art» й ін. Співпрацювала з багатьма іншими англійськими та французькими журналами. Писала переважно про паризькі салони, була особливо захоплена творчістю Гюстава Курбе та Едуара Мане.
Спеціалізувалася на французькому декоративно-прикладному мистецтві XVIII-го століття, про яке опублікувала серію книг (з 1899 року).
Надрукувала в «Annual Register» (1879—1885) низку нарисів про політичне життя Франції та Італії.

## Вибрані праці
- «The Renaissance in France» (1879),
- «Claude Lorrain, d'après des documents inédits» (1884, в «Bibliothèque internationale de l'Art»)
- "Art in the Modern State, a study of art in the period of Louis XIV " (1888).
- «French Painters of the Eighteenth Century», London: G. Bell, 1899
- «French Architects and Sculptors of the Eighteenth Century», London: G. Bell, 1900
- «French Engravers and Draftsmen of the XVIIIth Century», London: G. Bell, 1902
- «French Furniture and Decoration in the Eighteenth Century», London: G. Bell 1901
- «The Shrine of Death and Other Stories», London, 1886
- «The Shrine of Love and Other Stories», London, 1891
- «The Book of the Spiritual Life, with a memoir of the author», 1905